# 长吻六鳃魟
长吻六鳃魟（学名：Hexatrygon longirostrum）为六鰓魟科六鰓魟屬的鱼类。分布于日本以及南海、东海等海域。该物种的模式产地在珠江口外海。